# Ptilocrinus pinnatus
Ptilocrinus pinnatus is een zeelelie uit de familie Hyocrinidae.
De wetenschappelijke naam van de soort werd in 1907 gepubliceerd door Austin Hobart Clark.